# Jack Burkett
Jack William Burkett (Londra, 21 agosto 1942) è un allenatore di calcio ed ex calciatore inglese, di ruolo difensore.

## Carriera

### Giocatore
Burkett dopo aver giocato per anni nelle giovanili del West Ham Utd (con cui nella stagione 1958-1959 perde anche la finale di una FA Youth Cup) esordisce in prima squadra con gli Hammers (e contestualmente anche tra i professionisti) nella stagione 1961-1962 quando, all'età di 19 anni, gioca una partita nella prima divisione inglese; nel biennio seguente gioca poi da titolare fisso nel centro della difesa del club londinese, disputando rispettivamente 38 e 40 partite di campionato, e scendendo anche in campo nella vittoriosa finale della FA Cup 1963-1964. Successivamente nella stagione 1964-1965 oltre a vincere il Charity Shield gioca altre 24 partite in campionato e, con 5 presenze, partecipa alla vittoria della Coppa delle Coppe 1964-1965. Rimane poi nel club fino al termine della stagione 1967-1968, ma con un ruolo minore: in questi ulteriori tre anni gioca infatti 2 partite in Coppa delle Coppe e 39 partite totali in campionato (con 3 gol segnati, da aggiungere all'unico altro messo a segno in prima divisione, nella stagione 1963-1964). Successivamente trascorre una stagione come riserva in seconda divisione al Charlton (8 presenze) per poi nella stagione 1969-1970 far parte della rosa del Millwall, con cui non gioca però nessuna partita di campionato; nella stagione 1970-1971 è invece contemporaneamente giocatore e vice allenatore del Southend Utd, in quarta divisione, ma di fatto non scende mai in campo in incontri ufficiali con la maglia degli Shrimpers, ai quali ritorna per un breve periodo nel 1975 dopo quattro anni trascorsi nella prima divisione irlandese al St Patrick's, con cui segna 7 reti in 72 partite di campionato giocate e di cui è contemporaneamente anche allenatore.
In carriera ha totalizzato complessivamente 150 presenze e 4 reti nei campionati della Football League (tutte in prima divisione ad eccezione delle 8 presenze col Charlton).

### Allenatore
Dopo le già citate esperienze mentre era anche allenatore, Burkett nel 1980 ha allenato l'Ørsta, club della terza divisione norvegese; in seguito ha anche lavorato come allenatore nelle giovanili del Southend United ed in quelle dei londinesi del Fulham.

## Palmarès

### Giocatore

#### Competizioni nazionali
- Coppa d'Inghilterra: 1

West Ham: 1963-1964
- FA Charity Shield: 1

West Ham: 1964

#### Competizioni internazionali
- Coppa delle Coppe: 1

West Ham: 1964-1965